# STS-113
STS-113 byla mise amerického raketoplánu Endeavour k Mezinárodní vesmírné stanici, zahájená 24. listopadu 2002 a úspěšně ukončená 7. prosince 2002. Cílem letu byla doprava a montáž dílu P1 truss ke stanici ISS, doprava zásob na stanici a výměna části Expedice 5 za novou posádku Expedice 6. Uskutečnily se tři výstupy do otevřeného vesmíru.

## Posádka
- James D. Wetherbee (6) – velitel
- Paul Scott Lockhart (2) – pilot
- Michael Lopez-Alegria (3) – letový specialista
- John Bennett Herrington (1) – letový inženýr

### Posádka ISSExpedice 6dopravená na ISS
- Kenneth D. Bowersox (5) – velitel ISS
- Nikolaj Buderin (3) – letový inženýr ISS
- Donald R. Pettit (1) – letový inženýr ISS

### Posádka ISSExpedice 5dopravená na Zemi
- Valerij Korzun (2) – velitel ISS
- Peggy Whitsonová (1) – letový inženýr ISS
- Sergej Treščov (1) – letový inženýr ISS

V závorkách je uvedený dosavadní počet letů do vesmíru včetně této mise.

## Výstupy do vesmíru (EVA)
- EVA 1: 26. listopad, 2002 – 6 h, 45 m (Alegria, Herrington)
- EVA 2: 28. listopad, 2002 – 6 h, 10 m (Alegria, Herrington)
- EVA 3: 30. listopad, 2002 – 7 h, 00 m (Alegria, Herrington)

## Průběh mise

### Užitečné zatížení
V nákladovém prostoru raketoplánu bylo v době startu umístěno několik dílů pro ISS. Konstrukce ITS-P1, radiátor termoregulačního systému ATCSR-P1 a vozíček CETA-2. Kromě toho také spojovací uzel ODS (Orbiter Docking System) pro spojení raketoplánu s ISS a vnější přechodová komora EAL (External Airlock), ve které bylo vybavení pro výstup astronautů do otevřeného vesmíru. Dále dva skafandry, poutací lana a nářadí. Mezi další užitečné zatížení patřil nosník s vypouštěcím zařízením pro dvě miniaturní družice MEPSI a manipulační rameno RMS (Remote Manipulator System). Celková hmotnost nákladu činila okolo 14 tun a jeho hodnota byla 390 milionů USD.

### Start
Původní datum startu Endeavouru byl 11. listopad, ale postupně byl odkládaný až na 24. listopadu. První příčinou odkladu startu byly problémy s těsněním na jednom z potrubí. Při jeho opravě však došlo k dalšímu poškození, tentokrát tepelné izolace manipulátoru RMS. V novém termínu startu zase nevyhovovalo počasí na záložních letištích, kde by musel orbiter v případě nouze přistát. Proto se start uskutečnil až 24. listopadu v 00:49:47 UT.
Během navádění na suborbitální dráhu pracují kromě hlavních motorů SSME i orbitální motory OMS (Orbital Maneuvering System). Při tomto letu se však po vypnutí OMS neuzavřel ventil pravého motoru OMS a zůstal otevřený na 96 %. V 00:58:17 UT byly hlavní motory SSMS vypnuté, zanedlouho byla odhozena nepotřebná nádrž ET. Endeavour se pohyboval po suborbitální dráze až do 01:27 UT, kdy jej manévr levým motorem OMS navedl na oběžnou dráhu okolo Země.

### Průběh letu

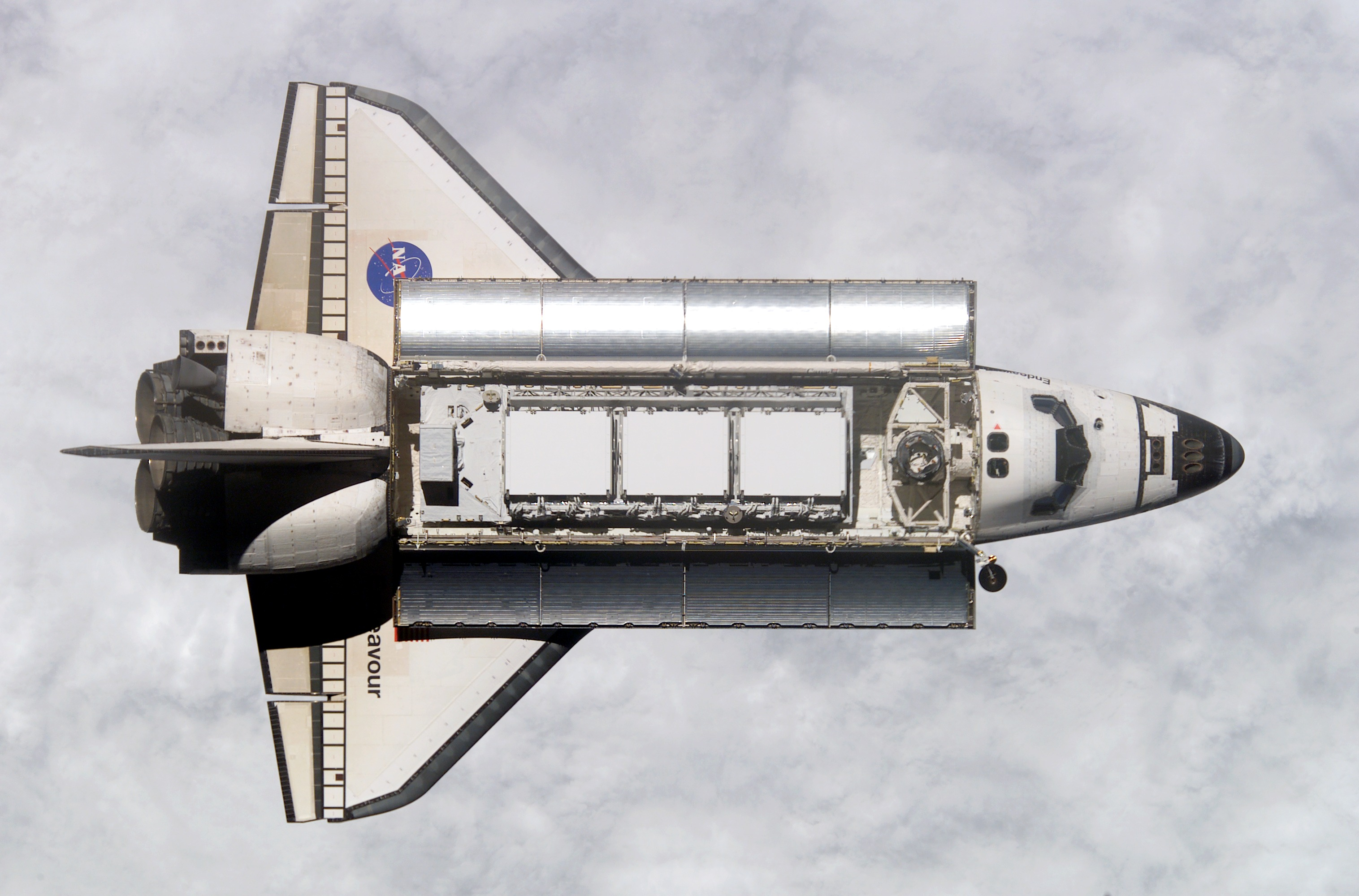
Nosníky pro ISS v nákladovém prostoru raketoplánu Endeavour

Během prvního dne letu se otevřely dveře do nákladového prostoru. Posádka zkontrolovala náklad na obytné palubě a pomocí kamery na manipulátoru OMS vykonala i prohlídku nákladu v nákladovém prostoru. Do poklopu spojovacího uzlu ODS též nainstalovala televizní kameru.
Ke spojení s ISS došlo už následujícího dne, 25. listopadu ve 21:59 UT. Raketoplán se připojil k uzlu PMA-2 nad jižním Pacifikem. Krátce po spojení se objevilo na ISS několik malých problémů. Na krátký čas přestaly silové setrvačníky stabilizovat stanici a stabilizaci přebral raketoplán. Také přestal fungovat systém vnitřní komunikace ICOM-A spojující raketoplán s komplexem stanice.

### EVA 1
Nosník ITS-P1 byl připojen k pravobočnímu konci středového nosníku ITS hned následující den (26. listopadu). Potom, v 19:49 UT dvojice astronautů Lopez-Alegria a Herrington zahájili první výstup do otevřeného vesmíru z modulu Quest. V průběhu výstupu trvajícího 6 hodin 46 minut oživovali a propojovali systémy ITS-P1. Výstup ukončili z hlediska světového času následujícího dne, 27. listopadu v 02:34 UT. Dne 27. listopadu pokračovalo překládání nákladu mezi raketoplánem a stanicí. Řídící středisko MCC poblahopřálo Wetherbeemu k 50. narozeninám.

### EVA 2
Druhý plánovaný výstup do otevřeného vesmíru (EVA 2) uskutečnili opět Lopez-Alegria a Herrington v noci z 28. na 29. listopadu. Během výstupu pokračovali v oživování ITS-P1. Rychlospojkami QD (Quick Disconnect) propojili amoniakové potrubí termoregulačního systému ATCS mezi segmenty ITS-50 a ITS-P1, demontovali oba kýlové trny z kolejové dráhy segmentu ITS-P1 a nainstalovali další retranslační systém. Na závěr výstupu přemístili vozík CETA-2 na ITS-S1 a vzhledem k dostatku času uvolnili nad plán všech 18 zámků, které držely v průběhu startu panely radiátorů ATCSR-P1 (Active Thermal Control System Radiator - Port One) systému ATCS ve složeném stavu. Výstup skončil v 00:46 UT a trval 6 hodin 10 minut. Zbytek dne pokračovalo překládání nákladu a pátá základní posádka slavnostně předala stanici 6. základní posádce.

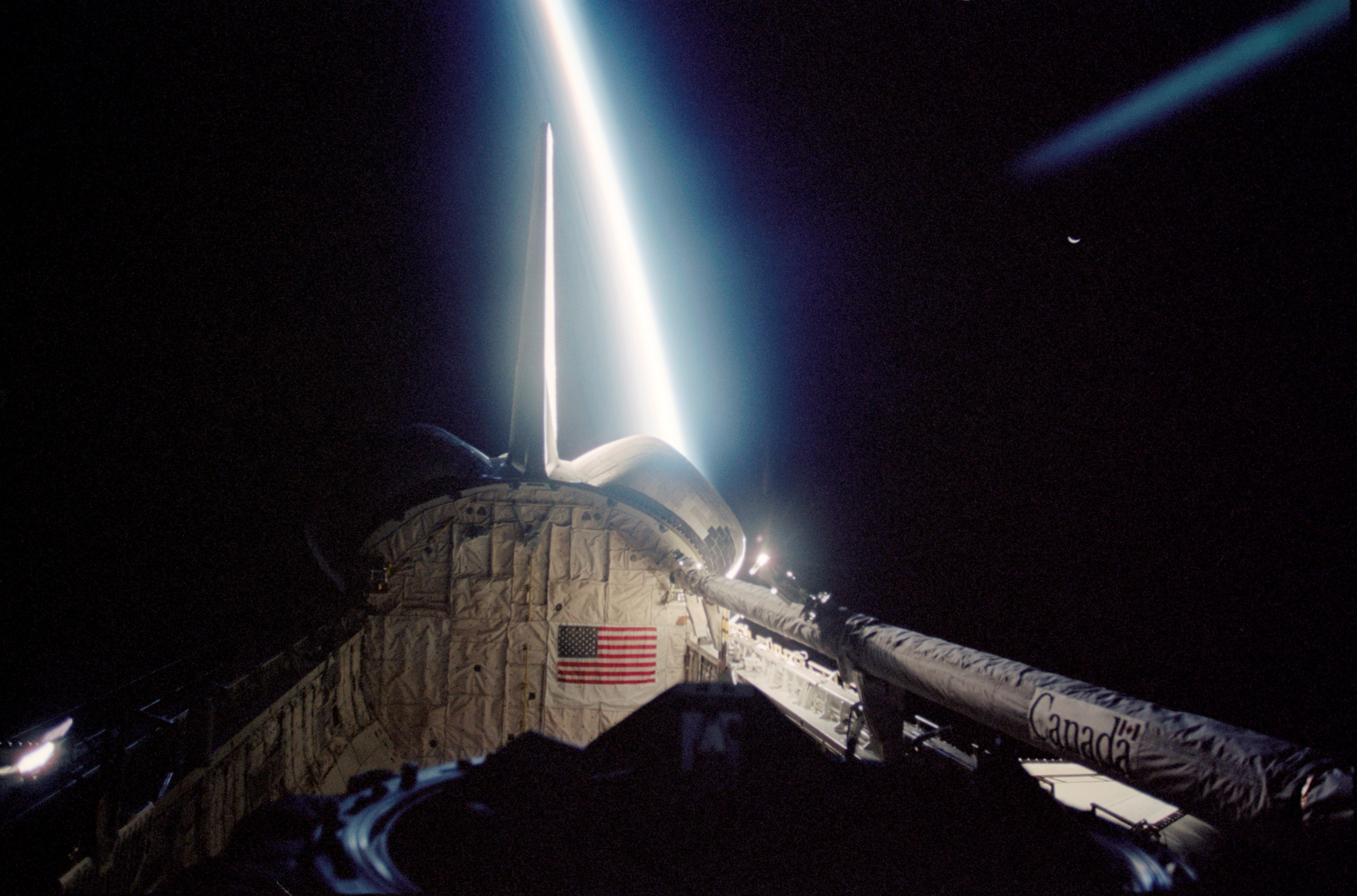
Zemský horizont, v popředí nákladový prostor a zadní část raketoplánu připojeného k ISS

### EVA 3
Třetí výstup do kosmu (EVA 3) uskutečnili Lopez-Alegria a Herrington opět v noci, z 30. listopadu na 1. prosince. Cílem tohoto nejdelšího výstupu (trval přesně 7 hodin) byla instalace 33 objímek SPD na rychlospojky QD. Kromě toho probíhaly během výstupu testy mobilního transportéru MT, který měl astronautům pomoci při instalaci SPD na některých nedostupných místech. Při pokusu o přejezd na konec nového nosníku ITS-P1 se však MT nečekaně zastavil asi 3 metry před plánovanou konečnou zastávkou. Jak Herrington zjistil, stalo se to, protože propojovací kabely mobilního transportéru se zachytily o anténu pro spojení se Zemí. Herringtonovi se na druhý pokus podařilo anténu vyklopit a transportér opět uvést do chodu. Montáž objímek SPD ale musel vykonat ručně, bez transportéru. Přesto se všechny plánované práce podařilo dokončit.
Dne 1. prosince bylo dokončeno přenášení nákladu mezi raketoplánem a stanicí. Raketoplán svými motory ještě upravil dráhu celého komplexu. Dne 2. prosince v 17:52 UT se uzavřel průlez mezi stanicí a raketoplánem. Po kontrole hermetičnosti spoje a oživení spojovacího uzlu se Endeavour ve 20:05 UT odpojil od ISS. Potom absolvoval inspekční oblet okolo stanice a po jeho skončení se od ní vzdálil. Ve 22:05 UT byly z nákladového prostoru vypuštěny dvě pikodružice MEPSI (MEMS-based (Microelectromechanical Systems) Picosat Inspector), spojené lankem.

### Přistání
Dne 3. prosince proběhly kontroly raketoplánu před přistáním. Přistání na Kennedyho vesmírném středisku mělo proběhnout 4. prosince. Byly uzavřeny dveře do nákladového prostorou. Vzhledem k nepříznivému počasí nad kosmodromem ale bylo přistání odloženo o jeden den.
Přistání 5. prosince bylo však pro nepříznivé počasí opět odloženo o jeden den. Stejný scénář se však opakoval i následujícího dne a přistání 6. prosince bylo pro nepříznivé počasí opět odloženo o den. V tu dobu již začala příprava základny Edwards AFB jako náhradního přistávacího místa.
Přistání však nakonec proběhlo na Kennedyho vesmírném středisku 7. prosince. V 18:31:33 UT začal brzdící manévr dvojice motorů OMS a po jeho ukončení se raketoplán natočil do polohy pro vstup do atmosféry. Do atmosféry vstoupil oficiálně v 19:05:41 UT a v 19:37:12 UT dosedl hlavním podvozkem na dráhu 33 Kennedyho vesmírného střediska. Zastavil se v 19:38:25 UT. Šlo o poslední úspěšné přistání raketoplánu před tragickou havárií Columbie. Jelikož byly po havárii Columbie všechny lety raketoplánů pozastaveny, po tomto letu nenavštívil žádný raketoplán ISS po dobu více než dvou a půl roku.